# Vuurtoren van Esha Ness
Het Esha Ness Lighthouse is een vroeg-twintigste-eeuwse vuurtoren, gelegen op het schiereiland Northmavine op het Shetlandse Mainland (Schotland).

## Beschrijving
De vuurtoren van Esha Ness is in 1929 ontworpen door David Alan Stevenson, die in totaal 26 vuurtorens bouwde. De toren was bemand door een vuurtorenwachter tot 1974 toen de toren werd geautomatiseerd.
De vuurtoren is een vierkante toren van twaalf meter hoog en staat 61 meter boven zeeniveau. De vuurtoren had oorspronkelijk een Fresnel-lens, genoemd naar de uitvinder Augustin Jean Fresnel. In de jaren tachtig van de twintigste eeuw werd deze lens vervangen door een reeks van elektrische lampen. De werking van de lichten wordt bestuurd vanuit het hoofdkwartier van de Northern Lighthouse Board in Edinburgh.
De toren toont een wit licht elke twaalf seconden met een nominaal bereik van 46 kilometer.

## Beheer
Het Esha Ness Lighthouse wordt beheerd door de Shetland Amenity Trust.